# Spartak Moskou
FK Spartak Moskou (Russisch: ФК Спартак Москва) is een Russische voetbalclub, opgericht in 1922, als de club van het volk, en uitkomend in de Russische eerste divisie. Het wordt gezien als een van de grootste clubs van Rusland en met tien Premjer-Liga-titels is Spartak Moskou recordkampioen. Ook werd er zesmaal de GOS-beker gewonnen, waarmee Spartak Moskou tevens recordkampioen is.
De club is ooit opgericht als vakbondsvoetbalclub en werd daarom door velen als volksclub gezien.
In 1936 werd het eerste landskampioenschap behaald en tot de jaren zestig werden er daar nog acht aan toegevoegd. In de jaren 70 ging het echter niet heel goed met de club en in 1976 degradeerde de club zelfs. Het seizoen erop, terwijl het stadion nog steeds vol zat, promoveerde de club echter meteen weer en in 1979 werd het zelfs weer landskampioen. Vanaf eind jaren 80 is de club erg succesvol en heeft het diverse malen het landskampioenschap opgeëist. Zeker vanaf de tijd dat de Sovjet-Unie werd opgesplitst haalde de club vele landstitels binnen.

## Hockey
Spartak heeft ook een hockeyafdeling, genaamd HC Spartak Moskou, die in 1962, 1967, 1969 en 1976 landskampioen werd. Hierdoor nam het tweemaal deel aan de Europacup I hockey.

## Erelijst
- Sovjet Top Liga: 1936 (herfst), 1938, 1939, 1952, 1953, 1956, 1958, 1962, 1969, 1979, 1987, 1989
- Sovjetbeker: 1939, 1946, 1947, 1950, 1958, 1963, 1965, 1971, 1992
- Premjer-Liga: 1992, 1993, 1994, 1996, 1997, 1998, 1999, 2000, 2001, 2017
- Beker van Rusland: 1994, 1998, 2003, 2022
- Russische supercup: 2017
- Pervaja Liga: 1977
- Sovjet Federatiebeker: 1987
- GOS-beker: 1993, 1994, 1995, 1999, 2000, 2001

## Eindklasseringen (grafisch) vanaf 1992
| 1 |

| 1 |

| 1 |

| 3 |

| 1 |

| 1 |

| 1 |

| 1 |

| 1 |

| 1 |

| 3 |

| 10 |

| 8 |

| 2 |

| 2 |

| 2 |

| 8 |

| 2 |

| 4 |

| - |

| 2 |

| 4 |

| 6 |

| 6 |

| 5 |

| 1 |

| 3 |

| 5 |

| 7 |

| 2 |

| 10 |

| 3 |

| 5 |

| Premjer-Liga |

## Eindklasseringen
| Seizoen   | №        | Clubs | Divisie      | WG | W  | G  | V  | Saldo | Punten | Tsch   |
| --------- | -------- | ----- | ------------ | -- | -- | -- | -- | ----- | ------ | ------ |
| 2011–2012 | 2        | 16    | Premjer-Liga | 44 | 21 | 12 | 11 | 68–48 | 75     | 20.547 |
| 2012–2013 | 4        | 16    | Premjer-Liga | 30 | 15 | 6  | 9  | 51–39 | 51     | 17.612 |
| 2013–2014 | 6        | 16    | Premjer-Liga | 30 | 15 | 5  | 10 | 46–36 | 50     | 11.644 |
| 2014–2015 | 6        | 16    | Premjer-Liga | 30 | 12 | 8  | 10 | 42–42 | 44     | 25.001 |
| 2015–2016 | 5        | 16    | Premjer-Liga | 30 | 15 | 5  | 10 | 48–39 | 50     | 25.179 |
| 2016–2017 | Kampioen | 16    | Premjer-Liga | 30 | 22 | 3  | 5  | 46–27 | 69     | 32.760 |
| 2017–2018 | 3        | 16    | Premjer-Liga | 30 | 16 | 8  | 6  | 48–39 | 56     | 30.189 |
| 2018–2019 | 5        | 16    | Premjer-Liga | 30 | 14 | 7  | 9  | 36–31 | 49     | 30.941 |
| 2019–2020 | 7        | 16    | Premjer-Liga | 30 | 11 | 6  | 13 | 35–33 | 39     | 21.631 |
| 2020–2021 | 2        | 16    | Premjer-Liga | 30 | 17 | 6  | 7  | 56–37 | 57     | 0      |

## In Europa
Spartak Moskou speelt sinds 1966 in diverse Europese competities. Hieronder staan de competities en in welke seizoenen de club deelnam:
- Champions League (17x)

1993/94, 1994/95, 1995/96, 1997/98, 1998/99, 1999/00, 2000/01, 2001/02, 2002/03, 2006/07, 2007/08, 2008/09, 2010/11, 2012/13, 2017/18, 2018/19, 2021/22
- Europacup I (4x)

1970/71, 1980/81, 1988/89, 1990/91
- Europa League (9x)

2010/11, 2011/12, 2013/14, 2016/17, 2017/18, 2018/19, 2019/20, 2020/21, 2021/22
- Europacup II (3x)

1966/67, 1972/73, 1992/93
- UEFA Cup (19x)

1971/72, 1974/75, 1975/76, 1981/82, 1982/83, 1983/84, 1984/85, 1985/86, 1986/87, 1987/88, 1989/90, 1991/92, 1996/97, 1997/98, 1999/00, 2003/04, 2006/07, 2007/08, 2008/09
- Intertoto Cup (1x)

2004
Bijzonderheden Europese competities:
| Bijzonderheid                 | Datum      | Tegenstander    | Uitslag | Plaats   | Naam            | Aantal |
| ----------------------------- | ---------- | --------------- | ------- | -------- | --------------- | ------ |
| Hoogste overwinning           | 17-09-1980 | Jeunesse d'Esch | 5-0     | Esch     |                 |        |
| Hoogste overwinning           | 28-09-1983 | HJK Helsinki    | 5-0     | Helsinki |                 |        |
| Hoogste overwinning           | 15-09-1993 | Skonto Riga     | 5-0     | Riga     |                 |        |
| Hoogste overwinning           | 12-08-1998 | Litex Lovetsj   | 5-0     | Burgas   |                 |        |
| Hoogste overwinning           | 20-09-2007 | BK Häcken       | 5-0     | Moskou   |                 |        |
| Hoogste nederlaag             | 06-12-2017 | Liverpool FC    | 0-7     |          |                 |        |
| Speler met meeste wedstrijden | 21-02-2008 |                 |         |          | Jegor Titov     | 76     |
| Speler met meeste doelpunten  | 06-12-1994 |                 |         |          | Sergej Rodionov | 22     |

UEFA Club Ranking: 67 (26-11-2021)

## Bekende (ex-)spelers
- Artjom Bezrodny
- Vagiz Chidijatoellin
- Rinat Dasajev
- Anatoli Iljin
- Georgi Jartsev
- Aleksej Kornejev
- Anatoli Masljonkin
- Sergej Olsjanski
- Nikolaj Osjanin
- Sergej Salnikov
- Valeri Sjmarov
- Fjodor Tsjerenkov
- Stanislav Tsjertsjesov
- Joeri Kovtoen
- Gabriel Tamaș
- Aras Özbiliz
- Jorrit Hendrix
- Quincy Promes
- Guus Til
- Samuel Gigot